# Jean-Louis Debré
Jean-Louis Debré (Toulouse, 30 de septiembre de 1944-4 de marzo de 2025) fue un político francés.

## Biografía
El padre de Jean-Louis, Michel Debré fue primer ministro francés. 
Jean-Louis fue elegido diputado el 16 de junio de 2002 en la circunscripción de Eure. Pertenece al grupo de la Unión por un Movimiento Popular (UMP).
Durante el gobierno de Alain Juppé fue ministro del interior. Una de las acciones más destacadas que realizó durante su mandato fue la organización de la conferencia de prensa de las agrupaciones clandestinas armadas corsas en Tralunca.
Seguidor de Jacques Chirac, se opuso en varias ocasiones a Nicolas Sarkozy: admirador del gaullismo tradicional, no entendía que Sarkozy pudiera criticar al Gobierno desde la propia UMP, siendo el número dos tras Dominique de Villepin. 
También, Debré hizo la "ley Debré", con el propósito de "luchar contra la inmigración clandestina".
Desde 2002 hasta 2007 fue presidente de la Asamblea Nacional y desde 2007 hasta 2016 fue presidente del Consejo Constitucional.
Es coautor, junto con el mendigo Jean-Marie Roughol, del libro "Pido limosna: una vida en la calle" sobre la vida de este último.
Falleció el 4 de marzo de 2025 a los 80 años de edad, siendo al momento de su muerte el último de los hermanos Debré que se encontraba vivo tras la muerte de Bernard y François en 2020.

## Obras

### Artículos
- Debré, Jean-Louis (2009). «Séance d'ouverture, Jeudi 25 septembre 2008» [Sesión de apertura, Jueves 25 de septiembre de 2008]. Revue française de droit constitutionnel (en francés) (Paris: PUF) (77): 11-14. doi:10.3917/rfdc.077.0011.
- Debré, Jean-Louis (octubre de 2010). «Entrée en vigueur de l’article 61-1 de la Constitution, Discours de Jean-Louis Debré» [Entrada en vigor del artículo 61-1 de la Constitución, Discurso de Juan-Louis Debré]. Les Cahiers du Conseil constitutionnel (en francés) (Paris: Dalloz) (29). Consultado el 27 de mayo de 2012.

### Libros
- Perrier, Jean-Baptiste, ed. (2011). La question prioritaire de constitutionnalité (en francés). Préface de Jean-Louis Debré. Paris: Presses Universitaires d'Aix-Marseille. ISBN 2-7314-0770-0.

- Jean-Marie Roughol. Je tape la manche: Une vie dans la rue [Pido limosna: una vida en la calle].